# Autoroute hantée
Pour la série télévisée paranormale, voir Haunted Highway.
Pour le film de 2014, voir Haunted Road.

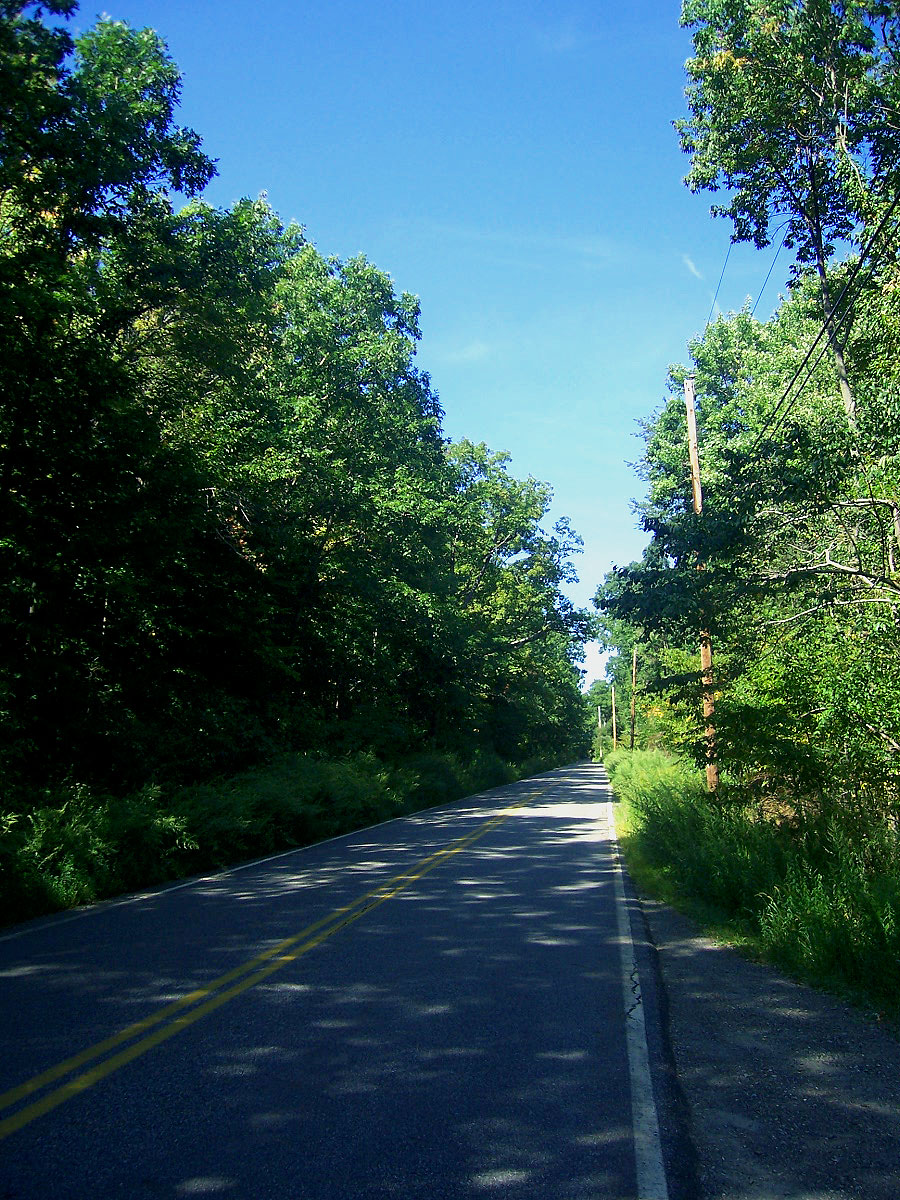
Clinton Road, New Jersey, l'objet de folklore local et d'histoires de fantômes

Les autoroutes ou les routes hantées font référence aux rues, aux routes ou aux autoroutes faisant l'objet de folklore et de légendes urbaines. Cela comprend les rumeurs et les rapports sur les apparitions de fantômes, les silhouettes de fantômes, les auto-stoppeuses fantômes, les véhicules fantômes, ou les autres phénomènes paranormaux.

## Légendes

### Annie's Road, États-Unis
Annie's Road, New Jersey serait prétendument hantée par le fantôme d'une femme qui a été tuée sur cette route il y a plusieurs années. Elle est située à Totowa, sur la première moitié de Riverview Drive.

### Tunnel de Belchen, Suisse
Tunnel de Belchen, Suisse. Apparitions d'une vieille femme entièrement vêtue de blanc, qui hante prétendument le tunnel.

### Boy Scout Lane, États-Unis
Boy Scout Lane, Wisconsin est une voie sans issue. De nombreuses histoires de fantômes et de légendes urbaines ont été associées à cette route, y compris les morts fictives des membres d'un groupe de Boy Scouts. Le lieu a fait l'objet de plusieurs enquêtes paranormales, et a été beaucoup fréquenté par les jeunes de la région. Aucun accident mortel ou disparition mystérieuse n'a été rapporté à Boy Scout Lane ou ses alentours.

### Bray RoadElkhorn, Wisconsin
Bray Road, de Elkhorn, est tristement connue pour abriter la bête de Bray Road.

### Clinton Road, États-Unis
Clinton Road à West Milford, Comté de Passaic, New Jersey, fait l'objet de folklore local comprenant de prétendues apparitions de fantômes, de créatures étranges, ainsi que des rassemblements de sorcières, satanistes et membres du Ku Klux Klan. Si vous vous rendez sur l'un des ponts, au réservoir, et que vous jetez une pièce dans l'eau, elle vous serait soi-disant renvoyée dans la minute, par le fantôme d'un garçon qui s'y serait noyé alors qu'il nageait sous l'eau, ou qui serait tombé alors qu'il était assis au bord du pont. Dans certains récits, une apparition est vue. Dans d'autres, le fantôme pousse le narrateur dans l'eau s'il ou elle regarde le côté du pont pour le sauver.

### Devil's Washbowl Road, Moretown Vermont
Devil's Washbowl Road à Moretown, Vermont est liée à une histoire d'hybride porc-humain connu sous le nom de « l'Homme porc ».

### Edmonds Road, Jeremy Swamp Road, Marginal Road, Saw Mill City Road, Velvet Street et Zion Hill Rd,Connecticut
Toutes ces routes du Connecticut sont liées aux légendes des Têtes de melon. Saw Mill et Velvet sont aussi surnommées « Dracula Drive ».

### Jamestown Road, Jamestown, Caroline du Nord
Jamestown Road, à Jamestown, Comté de Guilford, Caroline du Nord, fait l'objet de folklore local concernant une auto-stoppeuse fantôme connue sous le nom de « Lydia ».

### Mount Misery Road/Sweet Hollow Road, Huntington, New York
Mount Misery Road et Sweet Hollow Road, Huntington (New York) font toutes les deux l'objet de folklore local, comprenant entre autres l'histoire de la tombe de Mary (soi-disant située dans un cimetière de Sweet Hollow Road), celle d'un officier de police fantôme ayant perdu l'arrière de sa tête ainsi que celle de fantômes provenant d'un hôpital psychiatrique entièrement brûlé.

### Stockbridge Bypass, Royaume-Uni
La route A616, également appelée Stockbridge Bypass, relie Newark-on-Trent, Nottinghamshire, à l'autoroute britannique M1. Pendant sa construction, le personnel de sécurité aurait raconté avoir rencontré à plusieurs reprises un moine fantôme provenant du prieuré de Hunshelf.

### La route A38, Angleterre
Selon la légende, la présence d'auto-stoppeuses fantômes aurait été signalée depuis les années 1950, sur la route A38, entre Wellington et Taunton dans le comté du Somerset. Une histoire raconte qu'en 1958, un chauffeur de camion appelé « Harry (ou « Harold » dans certains récits) Unsworth » a vu un auto-stoppeur réapparaître sur la route, quelques kilomètres plus loin de l'endroit où il l'avait déposé.

### La route A75, Écosse
La route A75 est une route principale en Écosse reliant Annan à Gretna Green. Elle a été appelée « la route la plus hantée » d'Écosse par certains auteurs,. Selon une histoire datant de 1957, un chauffeur de camion avait dévié de sa trajectoire afin d'éviter un couple qui marchait sur la route. Cependant, lorsqu'il s'était arrêté pour enquêter, ils avaient « disparu ». D'autres versions racontent qu'un couple ou un groupe d'amis qui conduisaient sur la route, de nuit, étaient constamment harcelés par des silhouettes qui représentaient une femme âgée. Ces silhouettes pouvaient même aller jusqu'à représenter l'arrière d'une semi-remorque qu'ils avaient presque heurté avant de freiner, ce qu'il l'aurait fait disparaître.

### L'autoroute A3, Croatie
Le tronçon de l'autoroute A3 en Croatie situé entre Staro Petrovo Selo et Nova Gradiška serait hanté en raison du grand nombre d'accidents et de rencontres paranormales. Il a coûté la vie au chanteur Toše Proeski et à l'actrice Dolores Lambaša,,.

### L'autoroute E8, Malaisie
L'autoroute E8, également connue comme l'autoroute de Karak de Kuala Lumpur, est considérée comme étant « l'une des autoroutes les plus hantées de Malaisie », (bien qu'il n'y ait pas eu de preuves directes de telles manifestations). On affirme que de nombreuses personnes conduisant la nuit aperçoivent des créatures étranges et un Pontianak sur cette route[réf. nécessaire]
.

### La route nationale 9, Afrique du Sud
Route nationale 9 (Afrique du Sud). La route entre Uniondale et Willowmore, dans le semi-désert de Karoo, fait l'objet d'une histoire concernant « l'auto-stoppeuse fantôme de Uniondale ». Il s'agit d'une fille appelée « Marie Charlotte Roux ». Elle aurait perdu la vie le 12 avril 1968 (vendredi Saint), dans un accident de la route sur un tronçon de la Nationale 9 en particulier.

### La route nationale 33 à Jharkhand, Inde
La route nationale 33 Ranchi Jamshedpur à Jharkhand serait prétendument hantée à cause de la mort de 245 personnes depuis 2010.